# Кубок домашних наций 1891
Кубок домашних наций 1891 (англ. 1891 Home Nations Championship — Чемпионат домашних наций 1891) — девятый в истории регби Кубок домашних наций, прародитель современного регбийного Кубка шести наций. Шотландия в третий раз стала единоличным победителем Кубка, к тому же она впервые в своей истории выиграла все три матча против других британских команд и завоевала «Тройную корону» (обыграв Англию, шотландцы выиграли и Кубок Калькутты).
В этом сезоне были приняты новые правила: отныне очки начислялись не только за забитые после попыток голы, но и за сами реализованные попытки, за дроп-голы и за пенальти. Полномочия арбитров на поле были ограничены: так, двум из них, так называемым «тач-судьям», отныне можно было лишь определять, в каком месте мяч покинул пределы поля. Такой статус сохранялся вплоть до 1982 года. Игроки также получили право подбирать «мёртвый мяч», но не более чем в 25 ярдах от ворот.

## Итоговая таблица
| Место | Сборная   | Игры    | Игры   | Игры  | Игры      | Очки в матчах* | Очки в матчах* | Очки в матчах* | Очки в турнире |
| Место | Сборная   | Сыграно | Победы | Ничьи | Проигрыши | Забито         | Пропущено      | Разница        | Очки в турнире |
| ----- | --------- | ------- | ------ | ----- | --------- | -------------- | -------------- | -------------- | -------------- |
| 1     | Шотландия | 3       | 3      | 0     | 0         | 38             | 3              | +35            | 9              |
| 2     | Англия    | 3       | 2      | 0     | 1         | 19             | 12             | +7             | 6              |
| 3     | Уэльс     | 3       | 1      | 0     | 2         | 9              | 26             | −17            | 3              |
| 4     | Ирландия  | 3       | 0      | 0     | 3         | 4              | 29             | −25            | 0              |

*В этом сезоне очки начислялись по следующим правилам: попытка — 1 очко, забитый после попытки гол — 2 очка, дроп-гол — 3 очка, гол с пенальти — 3 очка.

## Сыгранные матчи
- 3 января 1891, Ньюпорт: Уэльс 3:7 Англия
- 7 февраля 1891, Дублин: Ирландия 0:9 Англия
- 7 февраля 1891, Эдинбург: Шотландия 15:0 Уэльс
- 21 февраля 1891, Белфаст: Ирландия 0:14 Шотландия
- 7 марта 1891, Лланелли: Уэльс 6:4 Ирландия
- 7 марта 1891, Ричмонд: Англия 3:9 Шотландия